# 1 Dywizja Kozaków Dońskich
1 Dywizja Kozaków Dońskich (ros. 1-я Донская казачья дивизия) – dywizja kawalerii Armii Imperium Rosyjskiego.
Dywizja stacjonowała na terenie Warszawskiego Okręgu Wojskowego i wchodziła w skład 19 Korpusu Armijnego. W oddziałach dywizji pełnili służbę Kozacy dońscy.

## Struktura organizacyjna
Organizacja w 1914
- Dowództwo 1 Dywizji Kozaków Dońskich w Zamościu
- 1 Brygada Kawalerii w Zamościu
  - 9 pułk Kozaków Dońskich w Kraśniku
  - 13 pułk Kozaków Dońskich w Zamościu
- 2 Brygada Kawalerii w Tomaszowie Lubelskim)
  - 10 pułk Kozaków Dońskich w Zamościu
  - 15 pułk Kozaków Dońskich w Tomaszowie Lubelskim
- 1 Doński dywizjon artylerii konnej w Zamościu, 6 bateria w Krasnymstawie